# 請求宣讀文件動議
請求宣讀文件動議（request to read papers）是一項議事程序，旨在提供與會者閱聽文件、書籍、報章雜誌、議事錄或其它與會議有關資料的機會。提案進行讀會時，一般而言必須在朗讀後方能交付討論；假如與會者認為有重讀之必要，例如某份會議文件特別需要說明時，可以提出請求宣讀文件動議。根據《羅伯特議事規則》，此動議需要附議，可以重提，但不能討論、修正；表決時需獲得多數支持，方為通過。

## 用法
請求宣讀文件動議通常會在一致同意通過。它也可以被當成是一種議事策略，利用朗讀文件所需要的漫長時間，拖延某議案的通過時程。此時若要反制，可以提出性質相同、作用相反的請免宣讀文件動議（request not to read papers）阻止秘書人員繼續朗讀文件。